# Bardejów
Bardejów (słow. Bardejov; hist. Bardiów, Bardyjów; niem. Bartfeld; węg. Bártfa; czes. Bardijov lub Bardějov; cyg. Bartwa) – miasto powiatowe w północno-wschodniej Słowacji, w kraju preszowskim, w historycznym regionie Szarysz.

## Położenie
Bardejów leży na wysokości 277 m n.p.m. na północnych krańcach Pogórza Ondawskiego nad rzeką Topľa. Liczba mieszkańców miasta wynosi 33 696 osób [2011], powierzchnia miasta – 72,336 km². Do miasta włączono też kilka pobliskich miejscowości, tak więc obecnie miasto dzieli się na dzielnice:
1. Bardejov
2. Bardejovská Nová Ves (włączona w 1971)
3. Bardejovská Zábava
4. Bardejów-Zdrój (Bardejovské Kúpele)
5. Dlhá Lúka (włączona w 1971)
6. Miháľov

Przez Bardejów przebiega droga krajowa nr 77 ze Svidníka do Popradu, z którą łączy się droga lokalna 545 z Preszowa do przejścia granicznego Konieczna-Becherov. W Bardejowie znajduje się stacja kolejowa Bardejov, kończy się tu linia kolejowa z Preszowa. Znajduje się tu muzeum regionu Szarysz (Muzeum Szaryskie - słow. Šarišské múzeum) z bogatą i unikatową pod względem naukowym kolekcją lokalnej fauny, ekspozycją historyczną oraz jedną z największych w Europie ekspozycją ikon z regionu karpackiego. Kilka kilometrów od Bardejowa znajduje się uzdrowisko Bardejów-Zdrój i Muzeum Architektury Ludowej (skansen).

## Historia
Okolice miasta były zamieszkane już w neolicie. W XI wieku teren ten mógł razem z resztą dzisiejszej Słowacji zostać przyłączony krótkotrwale do Polski przez Bolesława Chrobrego, jednak po jego śmierci obszar definitywnie wrócił pod panowanie Królestwa Węgier. U schyłku XII w. na skutek akcji kolonizacyjnej powstał tutaj klasztor cystersów, założony przez zakonników przybyłych z Polski.
Pierwsza pisemna wzmianka o Bardejowie, którą tworzy zapis w tzw. Kronice Ipatijewskiej, pochodzi z 1241. Kolejna wzmianka pisemna, której kopia znajduje się w bardejowskim Archiwum Powiatowym, pochodzi z roku 1247. W dokumencie tym król Bela IV rozstrzyga spory, zaistniałe między niemieckimi osadnikami z Preszowa a bardejowskimi cystersami. Wymienieni są oni jako fratres de Copryvnicia Cisterciensis ordinis, co wskazuje, że zostali oni na te tereny sprowadzeni przez władców węgierskich z Koprzywnicy w ziemi sandomierskiej, gdzie od 1185 r. istniało ich opactwo.
Na przełomie XIII i XIV w. w rejonie klasztoru osiedlili się niemieccy osadnicy ze Śląska. W rozwoju osady pomogły przywileje przysługujące miastom, jakie nadał jej w 1320 r. król Karol Robert Andegaweński. Mianowicie, uwolnił mieszkańców tej osady, występującej tu jako Bardfalva, na 10 lat od wszelkich opłat, a po upływie tego czasu miano płacić do skarbu królewskiego po pół wiardunku trzy razy do roku (na św. Jerzego, na św. Mikołaja i na Trzech Króli). Mieszkańcy zostali też zwolnieni z czynszu od siebie i swojego mienia na rzecz wójta. Wójtostwo, w tym dwa łany wolne od opłat i wyłączne prawo stawiania młynów, otrzymał niejaki Wawrzyniec. Jednocześnie dokument ten wyznaczał granice obszaru, jaki ma być własnością miasta. Ziemie te były w następnych wiekach przedmiotem licznych sporów między miastem a okoliczną szlachtą, zwłaszcza właścicielami feudalnego "państwa" z siedzibą na zamku Makowica.
Prawdopodobnie jeszcze w XIII w. bardejowski klasztor cystersów zanikł. Nie ma dowodów, aby został zniszczony w trakcie któregoś z najazdów tatarskich. W każdym razie nie ma o nim ani o zakonnikach wzmianki w dokumencie Karola Roberta z roku 1320, jest w nim natomiast wspominany miejscowy pleban, co świadczy o istnieniu kościoła.
W XIV i XV w. Bardejów był ważnym ośrodkiem rzemiosła i handlu, zdobywając kolejne przywileje, m.in. prawo składu. Do rozkwitu miasta przyczyniło się jego położenie na szlaku handlowym z Półwyspu Bałkańskiego do Polski i na Ruś. Kupcy bardejowscy sprzedawali w Polsce m.in. wina tokajskie. W 1363 r. król Kazimierz Wielki potwierdził zwolnienie kupców bardejowskich od cła na drodze do Krakowa przez Grybów i Czchów, co stało się później powodem wieloletniego sporu Bardejowa ze starosądeckimi klaryskami, powołującymi się na swoje prawa do komory w Grybowie. Już w 1352 r. król Ludwik I nadał miastu przywilej urządzania dorocznego jarmarku na św. Idziego, mającego trwać osiem dni. Król Zygmunt Luksemburski przedłużył ten jarmark w 1403 r. do dwóch tygodni, a w 1427 r. ustanowił drugi jarmark na św. Jana. Król Ferdynand Habsburg w 1563 r. nadał przywilej na dwa nowe jarmarki, mające się odbywać na trzy dni przed św. Maciejem i św. Tomaszem, a także cotygodniowe targi w sobotę.
W 1352 r. król Ludwik I kazał otoczyć Bardejów murem obronnym z basztami. W XV w. miasto miało już kompletne mury, w których było 5 bram. W 1365 r. miasto uzyskało prawo miecza – od tej pory mogło wydawać wyroki śmierci i wykonywać je. Miało również swojego kata. W 1376 r. zostało podniesione przez króla Ludwika I do rangi wolnego miasta królewskiego. Jednak w 1412 r. król Węgier Zygmunt Luksemburski zastawił Bardejów za sprawą Ścibora ze Ściborzyc szlachcicowi A. Balickiemu pod pożyczkę 13 000 złotych. W 1477 r. król Maciej Korwin unieważnił zastaw, a podatki nakazał płacić do swojego skarbu.
W ciągu niespełna stu lat od początku XIV do początku XV w. Bardejów urósł do rangi jednego z największych i najbogatszych miast ówczesnych Górnych Węgier. Świadczy o tym fakt, że w 1437 r. w obrębie murów miejskich istniało 517 domów, zamieszkiwanych przez ok. 3000 mieszkańców. Dalszych ok. 300 domów rozlokowanych było na przedmieściach. W tym samym roku w mieście były zarejestrowane 64 rzemiosła, 51 cechów rzemieślniczych i 146 majstrów rzemieślniczych. Od 1453 r. miasto posiadało herb, nadany przez króla Władysława Pogrobowca. Od połowy XV w. Bardejów był członkiem związku pięciu wolnych miast królewskich wschodniej Słowacji – Pentapolitany.
Rozwoju miasta nie załamały liczne dotykające go konflikty zbrojne. Podczas wojny polsko-węgierskiej w 1402 r. Bardejów oblegały wojska polskie. W 1430 r. miasto napadli husyci. Później niszczyły je wojny węgiersko-habsburskie i wojny z Turkami.
Szczyt rozwoju Bardejowa przypadł na przełom XVI i XVII w. W dużej mierze na rozwój ten wpłynęła reformacja, którą przyjął niemiecki patrycjat miasta.  Z tego czasu pochodzi większość zabytkowych budowli. W mieście od 1539 r. istniało ewangelickie gimnazjum, założone przez Leonarda Stöckela, który także opracował i wydał statut szkoły. Leges scholae Bartfensis (Prawa szkoły Bardejowskiej) były najstarszym tego rodzaju uregulowaniem na ówczesnych Węgrzech. Funkcjonowała tu publiczna biblioteka i teatr.  Działały dwie drukarnie: pierwsza z nich została założona już w 1548 r. przez wspomnianego L. Stöckela. W 1581 r. w oficynie Dávida Gutgesela został wydany tzw. Bardejovský katechizmus – przekład Małego katechizmu Marcina Lutra, uznany za najstarszą drukowaną książkę wydaną w słowakizowanym języku czeskim. Papier i pergamin dla tych wydawców wytwarzali miejscowi rzemieślnicy.
Pod koniec XVII w. miasto zaczęło jednak podupadać, do czego przyczyniły się m.in. toczące się w tych okolicach węgierskie powstania przeciw Habsburgom.W 1679 r. dotknęła je epidemia, w 1680 r. wielki pożar; podobne katastrofy powtarzały się przez cały XVIII w. W 1725 r. dotknęło miasto trzęsienie ziemi, w wyniku którego m.in. ucierpiała wieża kościoła św. Idziego. Kolejne pożary miały miejsce w 1774 i w 1878 r. - w tym drugim uległo spaleniu prawie całe miasto w obrębie murów obronnych.
Od XVIII w. datuje się lecznicze wykorzystanie okolicznych źródeł mineralnych, w tym rozwój Bardejowskiego Zdroju.
Według danych zebranych przez Eugeniusza Janotę około 1860 r. w samym mieście było 166 domów, w większości murowanych, a wraz z przedmieściami 642. Liczba ludności przekraczała nieco 4 tysiące, z czego 2600 rzymskich katolików, do 200 grekokatolików, 860 protestantów wyznania augsburskiego i 480 żydów. Rzemieślnicy bardejowscy zrzeszeni byli w 24 cechach, z czego najwięcej było ciżmarzy (54), tkaczy (40), garncarzy (24), kapeluszników (20) i bednarzy (18). Pracowali także jeszcze m.in. mydlarze, powroźnicy, siodlarze, rymarze, grzebieniarze, złotnicy czy piernikarze. Wymieniono również 36 koszykarzy, zajmujących się pleceniem rozmaitych koszy - byli to z reguły murarze, cieśle itp, którzy w zimie nie mieli innej pracy. W 1786 r. cesarz Józef II ustanowił jeszcze dwa kolejne jarmarki, na św. Józefa i na św. Teresę oraz drugi (oprócz soboty) dzień targowy we środę.
Impulsem do ponownego rozwoju miasta było połączenie go linią kolejową z Preszowem w 1893 r. W 1910 r. miasto miało 6,6 tys. mieszkańców, z czego 2,6 tys. Słowaków, 2,2 tys. Węgrów i 1,6 tys. Niemców. I i II wojna światowa ominęły miasto. Po II wojnie światowej w mieście powstały liczne zakłady: przemysłu maszynowego, obuwniczego, skórzanego, meblarskiego i spożywczego. W latach 50. XX w. ruszyła odbudowa i renowacja starówki.
Zastój w rozwoju miasta w XVIII i w XIX w. pozwolił na zachowanie wielu zabytków, które przy intensywnej urbanizacji zapewne uległyby zniszczeniu. Z tego powodu w 1950 r. centrum Bardejowa ogłoszono rezerwatem miejskim.

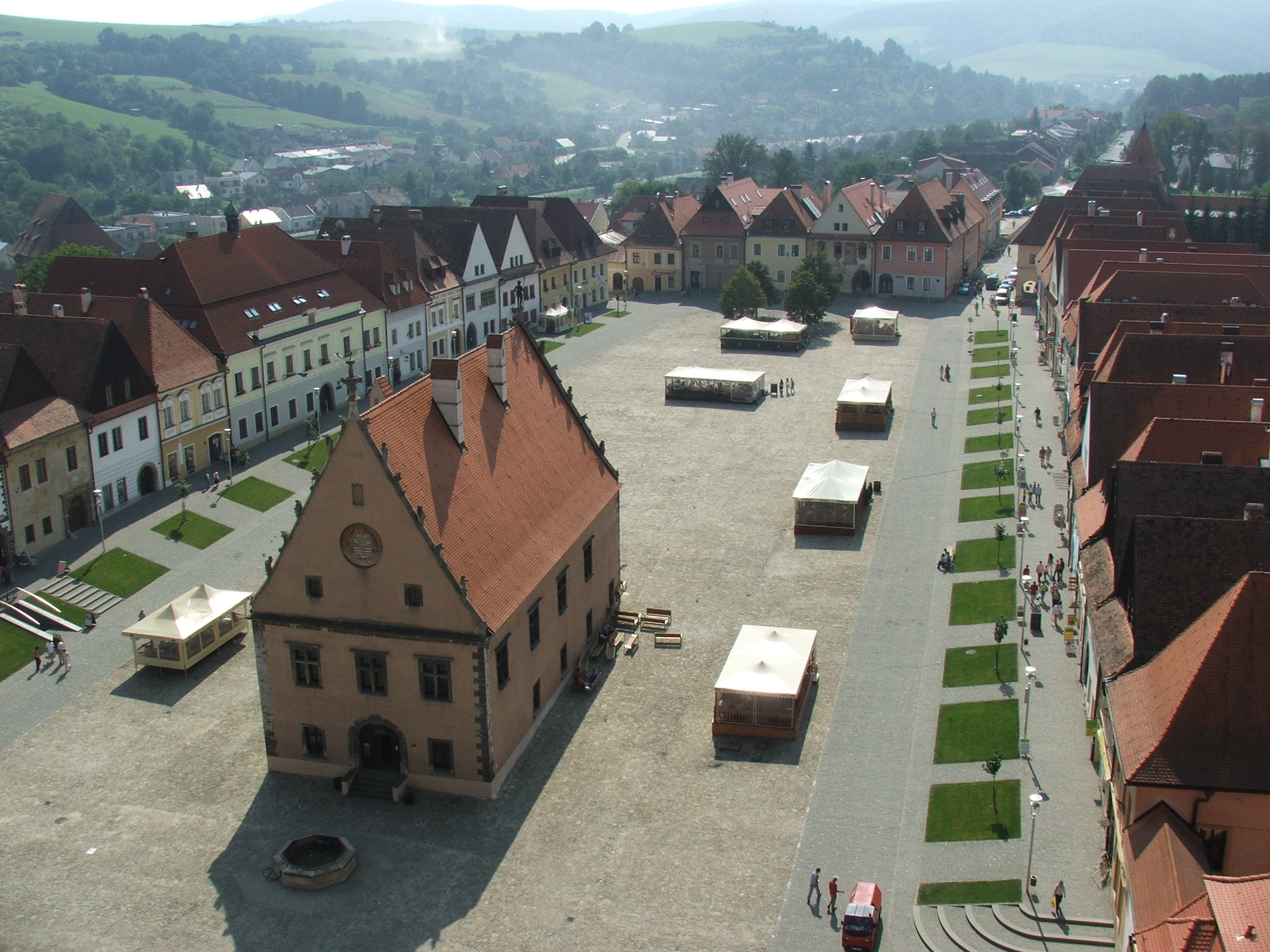
Widok na Rynek
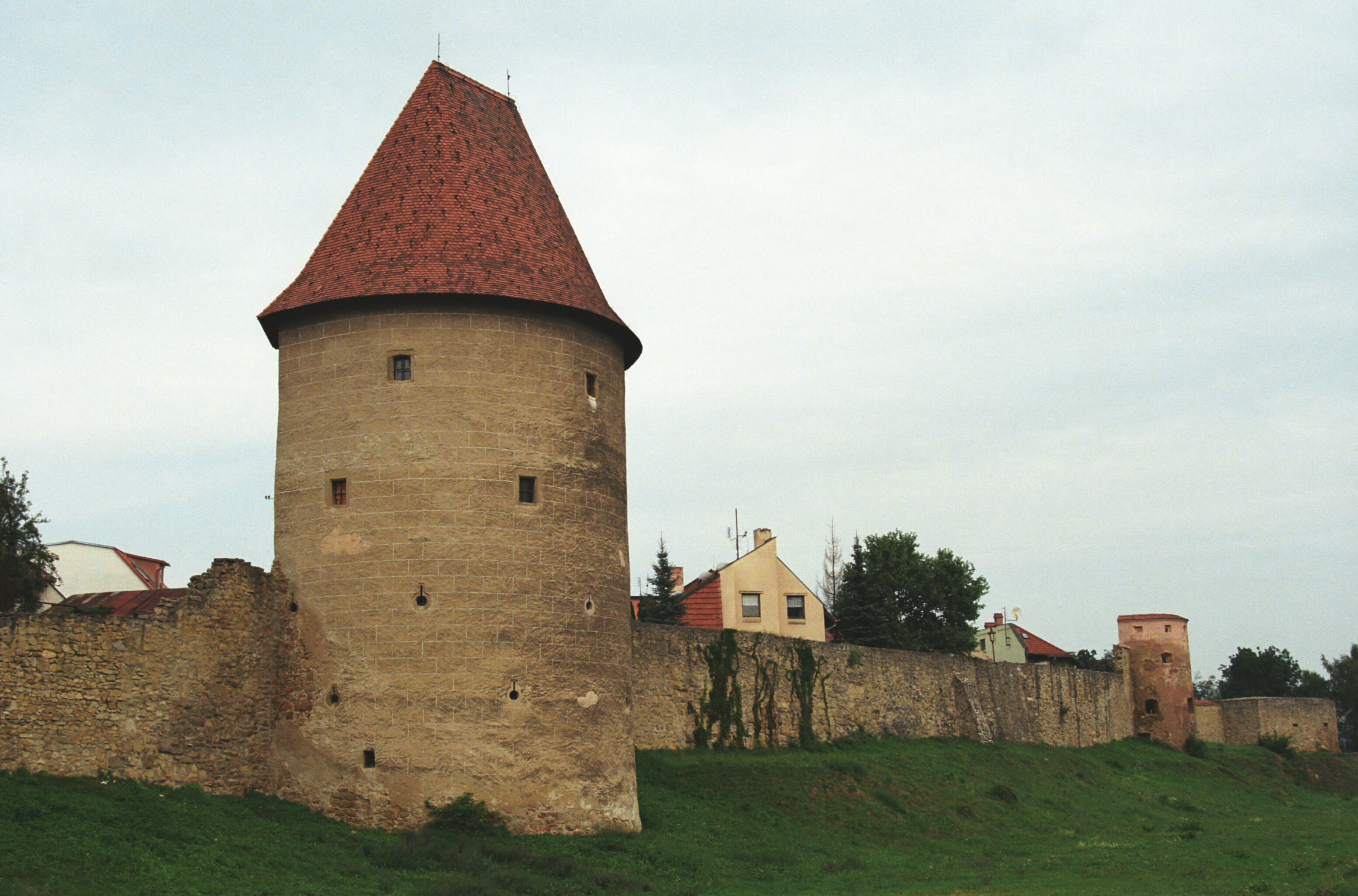
Średniowieczne mury z basztą
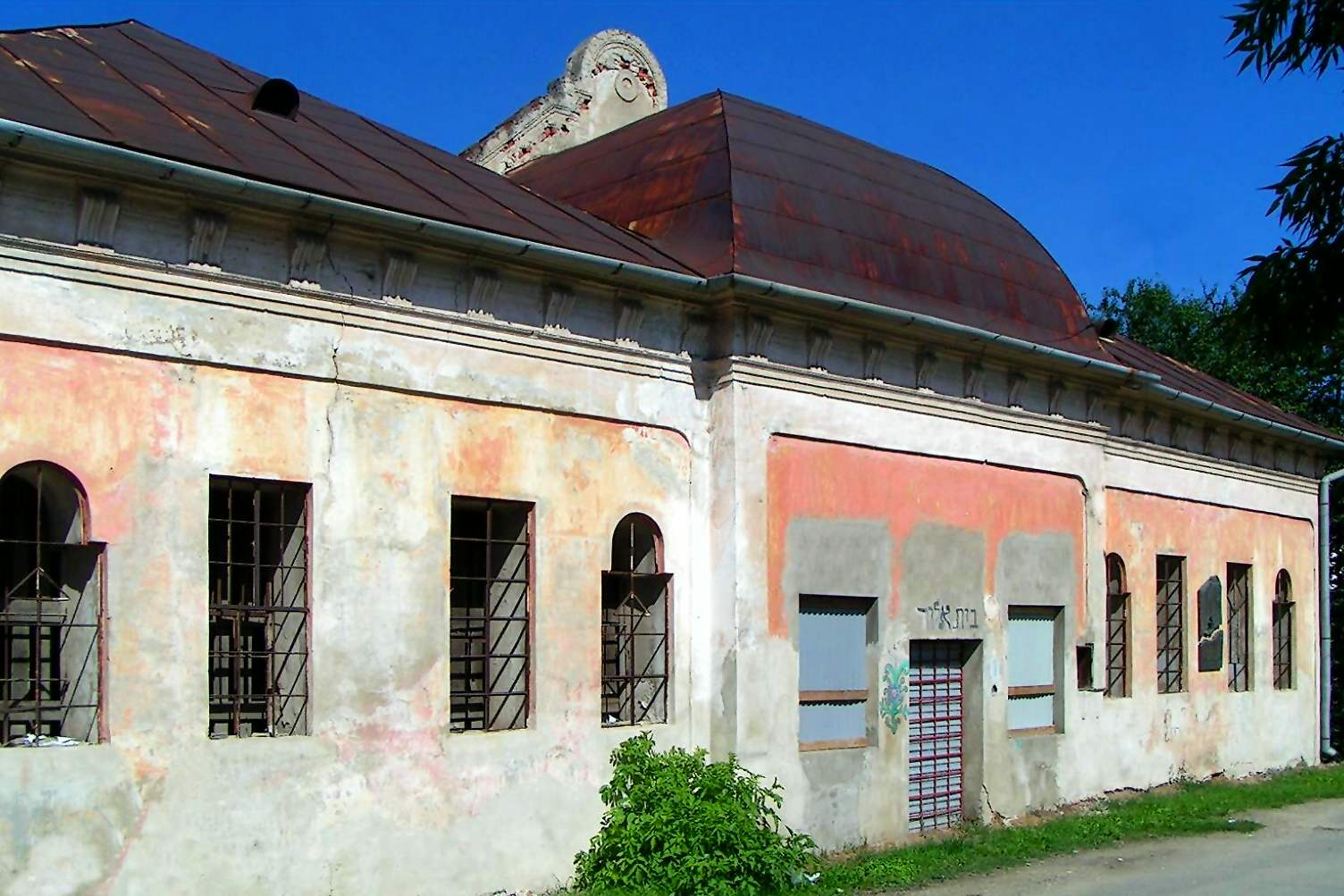
Synagoga Chewra Bikur Cholim
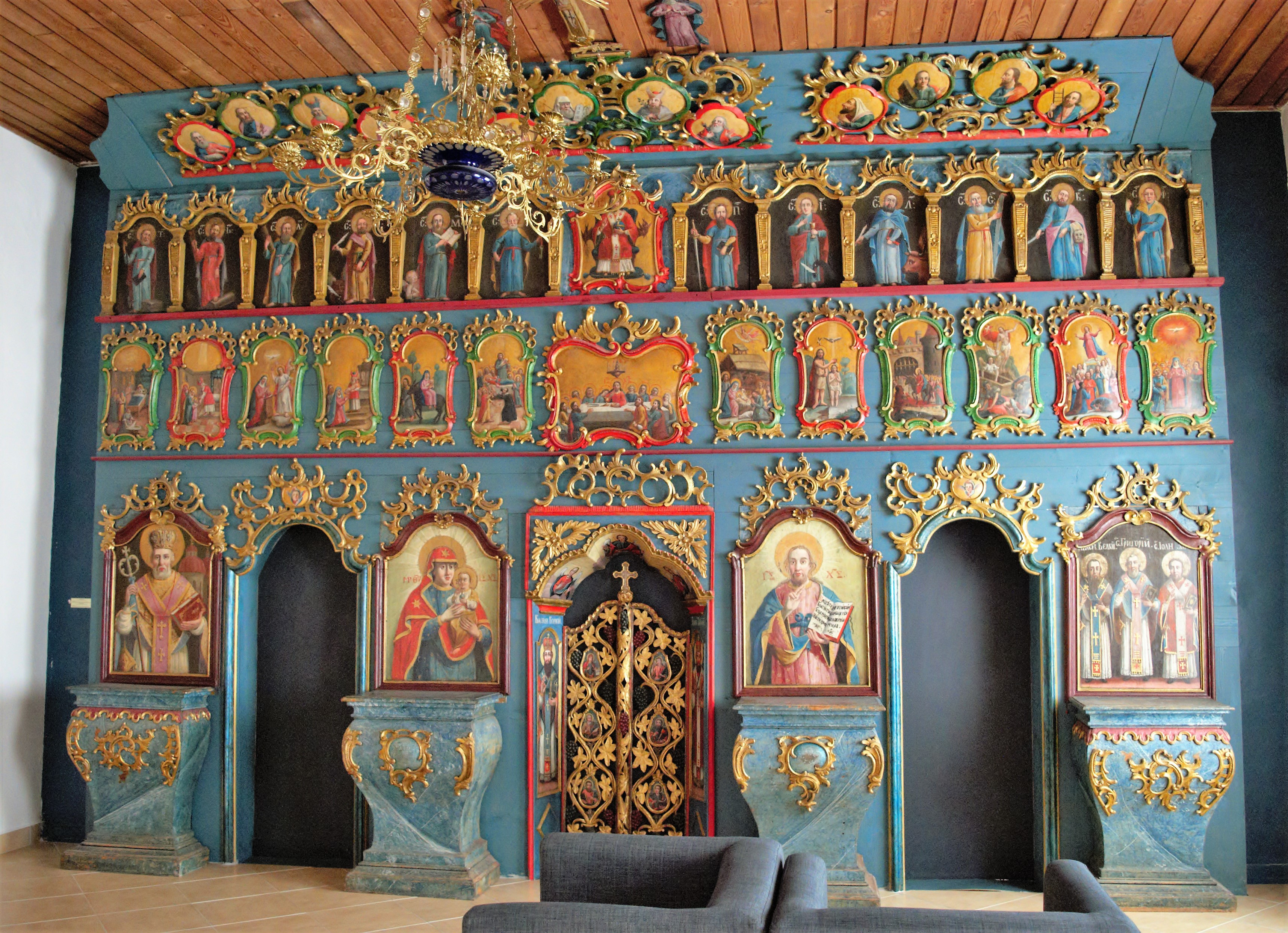
Ikonostas w Muzeum

## Zabytki
W 2000 r. bardejowskie Stare Miasto wraz z tzw. suburbium żydowskim zostało wpisane na listę światowego dziedzictwa UNESCO jako czwarty zespół architektoniczny na Słowacji.
- bazylika św. Idziego (słow. dom sv. Egídia) – najcenniejszy zabytek miasta. Wzniesiony w XIV w., rozbudowany w połowie XV w., później wielokrotnie restaurowany. Z jego wieży roztacza się widok na zabytkowe centrum i okolice. Wewnątrz zachowało się jedenaście późnogotyckich ołtarzy skrzydłowych z lat 1460–1520, stojących w swych pierwotnych lokalizacjach, co jest ewenementem na skalę europejską. Obecnie w randze bazyliki mniejszej.
- Kościół św. Jana Chrzciciela z klasztorem franciszkanów z XV w. Pierwotnie gotycki, w XVII w. przebudowany w stylu późnorenesansowym. Dzisiejszą postać zyskał w roku 1878.
- Kościół ewangelicki św. Cyryla i Metodego – zbudowany w latach 1798–1808 w północnej części byłej fosy, klasycystyczny.
- Cerkiew greckokatolicka pw. świętych Piotra i Pawła z lat 1901–1902, eklektyczna. Zbudowana na terenie dawnej fosy przy południowym murze obronnym.
- Stara synagoga żydowska, pierwotnie budowla gotycka, kilkakrotnie przebudowywana.
- Kalwaria z lat 1863–1869 – okazały kompleks z kapliczkami drogi krzyżowej i kościołem św. Krzyża, wybudowany na wsch. od miasta według projektu mieszkańca Bardejowa, V. Myškovskiego.
- Ratusz z lat 1505–1511, w bryle późnogotycki, jednak z wieloma elementami i detalami architektonicznymi charakterystycznymi już dla architektury renesansu. Uznawany za najstarszy renesansowy zabytek Słowacji; obecnie mieszczą się w nim Muzeum Szaryskie i Muzeum Historii Bardejowa.
- Zespół zabudowy mieszkalnej w Rynku (słow. Radničné námestie) i przyległych ulicach – domy pierwotnie gotyckie, w większości przebudowane w stylu renesansowym.
- Mury obronne z XIV–XVI w. z trzema (pierwotnie) bramami (dolną, górną, zachodnią), basztami i barbakanem, uważane za najlepiej zachowany miejski kompleks obronny na Słowacji.
- Suburbium żydowskie – unikatowy na tych terenach zespół budynków gminy żydowskiej z XVIII w.: synagoga, szkoła, łaźnia, rzeźnia, budynek władz gminy i cmentarz.
- Skład soli – gotycko-renesansowa budowla w sąsiedztwie (na północ) Bramy Zachodniej, powstała wzdłuż łuku muru obronnego. Po raz pierwszy wspominana była (jako własność miasta) w 1489 r. Składowano tu sól dostarczaną tzw. „Solną drogą” z polskich salin w Bochni i Wieliczce, która następnie była rozwożona do innych miast Węgier.
- Fontanna na Rynku, znajdująca się w miejscu dawnego zbiornika (cysterny), do którego wodę doprowadzano grawitacyjnie drewnianymi rurami (grawitacyjny wodociąg funkcjonował od początku XV do połowy XX w.).
- Rzeźba św. Floriana upamiętniająca wielki pożar miasta z 1774 r.
- Studnia tzw. „rynkowa”, z początku XVIII w. Pierwotnie miała głębokość 23 m.

## Sport
- HC 46 Bardejov – klub hokejowy

## Miasta partnerskie
Źródło:

- Calais
- Česká Lípa
- Gorlice
- Jasło
- Kaštela
- Krynica-Zdrój
- Mikulov
- Mohylew
- Molde
- Montemarciano
- Muszyna
- Przerów
- Sremski Karlovci
- Tiacziw
- Zamość
- Slovenj Gradec